# Twierdza gwiazda

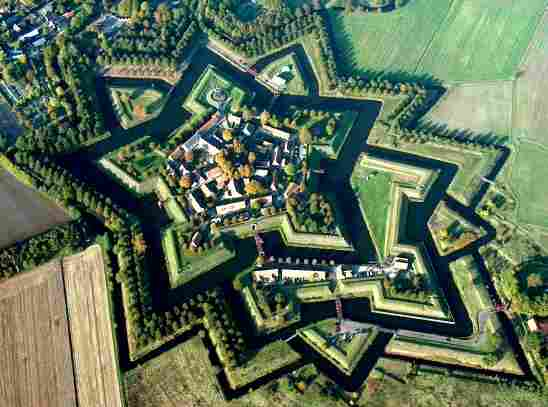
Twierdza w Bourtange, Holandia

Twierdza gwiazda lub trace italienne – fortyfikacja zbudowana w stylu, który rozwinął się w epoce prochu strzelniczego, kiedy armaty zdominowały pole bitwy. Pierwsza fortyfikacja została wybudowana w tym stylu w połowie XV wieku we Włoszech. Średniowieczne fortyfikacje w kształcie kręgu okazały się zbyt słabe, przez co narażone na duże szkody bądź zniszczenia w wyniku ostrzału armatniego, skierowanego bezpośrednio z zewnątrz w kierunku prostopadłych kamiennych murów. Fort w kształcie gwiazdy był bardzo płaską strukturą złożoną z wielu trójkątnych bastionów, specjalnie zaprojektowanych w taki sposób, by jeden zakrywał drugi, oraz z rowu otaczającego fortyfikację. Pozostałe struktury, jak raweliny, rogi, szańce oraz inne odcięte forty mogły być dodawane w celu stworzenia złożonej struktury symetralnej.
Fortyfikacje w kształcie gwiazd były dalej rozwijane pod koniec XV w. i na początku XVI w odpowiedzi na francuską inwazję na Półwysep Apeniński. Armia francuska była wyposażona w nowe armaty oraz wyrzutnie, które z łatwością niszczyły tradycyjne fortyfikacje średniowieczne. W celu przeciwdziałaniu sile nowej broni zaczęto budować niższe i grubsze mury obronne z różnych materiałów, głównie z ziemi i cegły, ponieważ cegła nie rozpryskuje się na drobne okruchy pod wpływem uderzenia kuli armatniej, tak jak kamień. Inną ważną modyfikacją w budowie był bastion, który jest cechą charakterystyczną nowych fortów. Aby polepszyć funkcję obronną fortów, ogień osłaniający musiał być kierowany z różnych kątów. W rezultacie powstały fortece w kształcie gwiazd. 
Michał Anioł stosował tego typu kształty w nasypach obronnych Florencji. Następnie były one udoskonalone przez Baldassare Peruzziego i Scamozziego. 
Wzór ten rozprzestrzenił się z Włoch w latach trzydziestych i czterdziestych XVI wieku. Był on stosowany powszechnie w Europie przez następne trzy wieki. Znacznie wzrosło zapotrzebowanie na inżynierów włoskich w Europie do pomocy przy budowie nowych fortyfikacji.
W XX wieku rozwój bomb lotniczych zmienił charakter fortyfikacji obronnych.

## Geneza
Prekursorami fortyfikacji w kształcie gwiazd były średniowieczne fortece, zazwyczaj usytuowane na wzgórzach. Stamtąd ostrzeliwano wrogów z łuku. Im wyżej znajdowała się fortece, tym dalej leciała strzała. Jedyną szansą na zdobycie fortecy było albo staranowanie bramy, albo wspinanie się na mury przy użyciu drabin. Inwazje na fortece były zatem zadaniami wymagającymi nie lada wysiłku. Dlatego też fortece znajdowały się w kluczowych dla działań wojennych miejscach. Kiedy nowy rodzaj armat - armaty ruchome - pojawił się w strategii wojennej w XV wieku, odpowiedzią inżynierów wojennych była budowa murów wkopanych w rowy, przed którymi usypywano wały z ziemi tak, że mury nie były narażone na bezpośredni ostrzał. Wały te przyjmowały na siebie najbardziej niszczące bombardowanie, chroniąc to, co było za nimi. Tam, gdzie było to możliwe, mury wcinały się w naturalną skałę, która tworzyła dodatkową osłonę. 
Kolejna zmianą było przekształcenie funkcji twierdzy z pasywnej w obronną. Kształt został tak zaprojektowany, aby zmaksymalizować użycie szeregu armat do ostrzału wroga, który podszedł pod mury. 
A zatem forty te ukształtowane były ze złożonych kształtów, które umożliwiały obronę poprzez ostrzał przedpola. Obrona twierdzy przeniosła się na jej zewnętrzną krawędź, zwaną „osłoniętą”. Obrońcy mogli w każdej chwili skryć się za osłoną rowu.
W porównaniu do fortyfikacji średniowiecznych, forty były niższe oraz zajmowały większą powierzchnię, co pozwalało na ewentualną obronę w głębi fortu oraz większą liczbę poziomów, które najeźdźcy musieli pokonać, gdy chcieli wprowadzić swoje armaty do wewnątrz w celu prowadzenia ataku w głąb.

## Konstrukcja

Plan bastionu

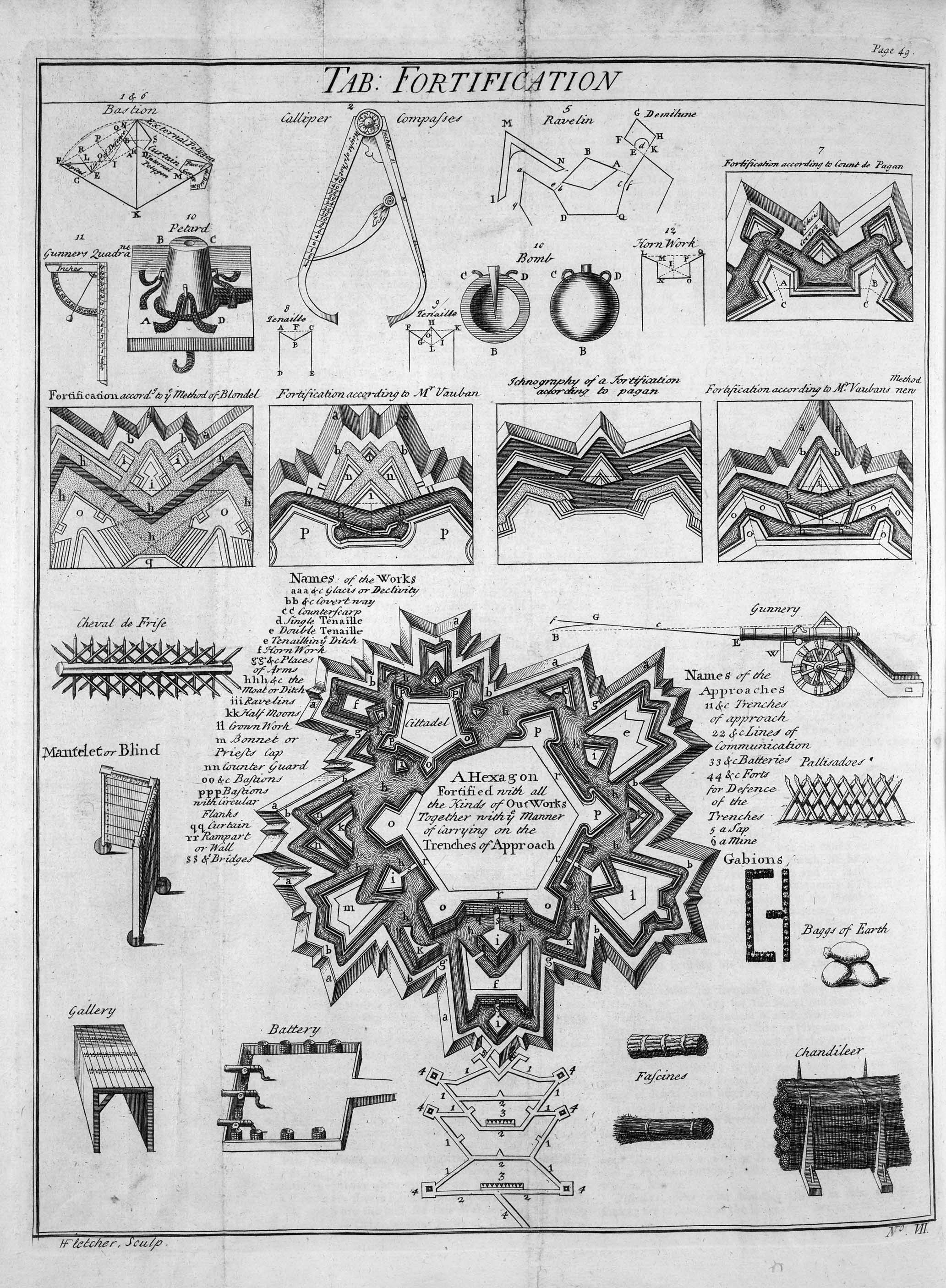

Ze względu na duże koszty wznoszenia nowych fortyfikacji, często ulepszano już te istniejące. Średniowieczne mury osłaniające były obniżane, a przed nimi kopano rów. Uzyskaną w ten sposób ziemią podsypywano od tyłu mury w celu ich wzmocnienia. Podczas gdy nowe fortyfikacje posiadały fasadę ceglaną ze względu na wytrzymałość tego materiału, wiele ulepszanych fortyfikacji nie posiadało takiego zabezpieczenia. Zamiast tego używano większej ilości ziemi do wzmocnienia murów. 
Często było też konieczne poszerzenie i pogłębienie istniejących rowów, aby ulepszyć barierę przeciw szturmowi. Inżynierowie od lat 20. XVI w. budowali również przed rowami nasypy o lekko nachylonych zboczach, tak że mury były prawie całkowicie osłonięte przed bombardowaniem.

## Skuteczność
Geoffrey Parker w swoim artykule „Rewolucja wojskowa 1560-1660: mit?” twierdzi, że pojawienie się trace italienne w nowożytnej Europie oraz trudność w zdobywaniu takich twierdz spowodowały znaczne zmiany w strategii wojskowej. Parker wskazuje na fakt, że w miejscach, gdzie takie twierdze istniały, walka na otwartym polu stawała się nieistotna. A zatem istnienie bądź brak trace italienne determinowało rodzaj strategii wojskowej. 

## Twierdze gwiazdy

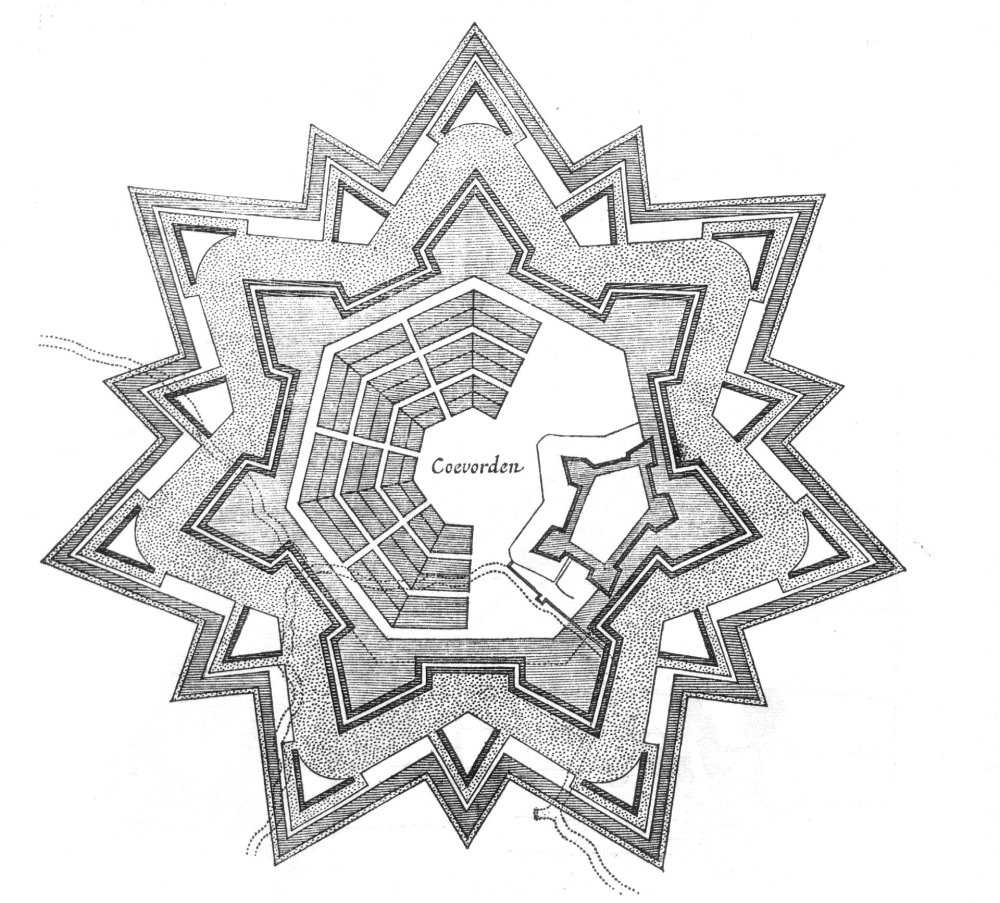
Plan fortyfikacji w Coevorden w Holandii

Jedną z twierdz na planie gwiazdy była twierdza w Coevorden. W XVII wieku miasto zostało odtworzone na planie gwiazdy. Ulice układają się promieniście, odchodząc od centrum w obrębie starej fortyfikacji, jak i poza nią. Podobnie jest w Palmanova, mieście w północnych Włoszech. Jako małe miasteczko w XVI wieku było ono gwiaździstą fortyfikacją, która w XIX wieku zaczęła się rozrastać na zewnątrz. Imponującą konstrukcją jest twierdza w mieście Bourtange w Holandii. Jeden z fortów gwiazd (Goryokaku) znajduje się w Japonii. Powstał za czasów siogunatu Tokugawy. Innymi fortami gwiazdami są: Neuf-Brisach we Francji, Almeida w Portugalii, Saint-Martin-de-Ré we Francji oraz Naarden w Holandii.
W Polsce takie umocnienia ma m.in. Twierdza Boyen w Giżycku, Twierdza Koźle w Kędzierzynie-Koźlu, czy Twierdza Zamość. Wcześniej fortem gwieździstym był również m.in. Wrocław (do czasu zdobycia przez armię Napoleona) czy Drezdenko.